# Georges Franju
Georges Franju (Fougères, 12 aprile 1912 – Parigi, 5 novembre 1987) è stato un regista francese.

## Biografia
Dopo aver iniziato la carriera come scenografo, si fece conoscere come regista di cortometraggi. Prima in Le Métro (1934), poi con Le Sang des bêtes (1949), un film sui macelli di Parigi, impressionò il pubblico con una miscela quasi surreale di storie banali, con immagini strazianti.
Franju portò il suo realismo documentaristico e il suo sguardo gelido anche nei successivi lungometraggi, il primo dei quali fu La fossa dei disperati (1958), basato su un romanzo di Hervé Bazin. Grazie a opere come Il delitto di Thérèse Desqueyroux (1962), L'uomo in nero (1963), Thomas l'imposteur (1964), Notti rosse (1973) e soprattutto Occhi senza volto (1960) si guadagnò la fama di maestro del realismo fantastico.
Nel 1936, insieme con Henri Langlois, fondò la Cinémathèque française.

## Filmografia

### Cortometraggi
- Le Métro, co-regia di Henri Langlois (1934)
- Le Sang des bêtes (1949)
- En Passant par la Lorraine (1950)
- Hôtel des invalides (1951)
- Le Grand Méliès (1952)
- Les Poussières (1954)
- Navigation marchande (1954)
- À propos d'une rivière ou Le Saumon atlantique (1955)
- Mon chien (1955)
- Le Théâtre national populaire (1956)
- Sur le pont d'Avignon (1956)
- Monsieur et Madame Curie (1956)
- Notre Dame - cathédrale de Paris (1957)
- La Première Nuit (1958)
- Les Rideaux blancs (1965)

### Lungometraggi
- La fossa dei disperati (La tête contre les murs) (1958)
- Occhi senza volto (Les Yeux sans visage) (1960)
- Piena luce sull'assassino (Pleins feux sur l'assassin) (1961)
- Il delitto di Thérèse Desqueyroux (Thérèse Desqueyroux) (1962)
- L'uomo in nero (Judex) (1963)
- Thomas l'imposteur (1965)
- L'amante del prete (La faute de l'abbé Mouret) (1970)
- Notti rosse (Nuits rouges) (1973)